# Hans-Alexander von Voss
Pour les articles homonymes, voir Voss (homonymie).
Hans-Alexander von Voss (né le 13 décembre 1907 à Berlin-Charlottenbourg, mort le 8 novembre 1944 à Heinersdorf) est un officier allemand, membre du complot du 20 juillet 1944.

## Biographie
Hans-Alexander von Voss est le fils du generalleutnant Hans von Voss (1875-1966) et de son épouse Ellen Lucas. Sa mère meurt de la grippe espagnole fin 1918. En 1920, son père se remarie avec Eva Breithaupt veuve Spangenberg, une cousine de sa mère. Hans-Alexander von Voss épouse en août 1936 Gisela von Stülpnagel, la fille du général Joachim von Stülpnagel, et a trois enfants, dont le juriste Rüdiger von Voss.
Après avoir eu son abitur en 1926, Hans-Alexander von Voss entre dans le 9e régiment d'infanterie de la Reichswehr à Potsdam. Il devient lieutenant en 1930 puis oberleutnant en 1933. En 1937, il suit la formation pour intégrer l'état-major à la Kriegsakademie. Il vient dans l'Oberbefehlshaber West, commandé par Erwin von Witzleben, où se trouvent de nombreux militaires résistants. Son expérience de la campagne de Pologne et sa dévotion l'amènent à les fréquenter. Il est d'accord pour participer une arme par feu au moment où Hitler défilera sur l'avenue des Champs-Élysées, mais ce projet est abandonné. En février 1943, Voss est promu oberleutnant de l'état-major et intègre le 20 février le groupe d'armées Centre dirigé par Henning von Tresckow. Dans le même temps, il est impliqué dans le projet d'un attentat contre Hitler au moyen d'un bombardement aérien.
Ses contacts avec les conspirateurs du 20 juillet ne sont pas tout de suite découverts. En octobre 1944, il est muté dans la Führerreserve, en novembre il doit faire partie d'un état-major d'un corps d'armée sur le front occidental. Se sentant menacé par la Gestapo, Hans-Alexander von Voss se donne la mort le 8 novembre 1944 au lac de Heinersdorf pour protéger ses camarades de la résistance.